# Mario Markus (Physiker)

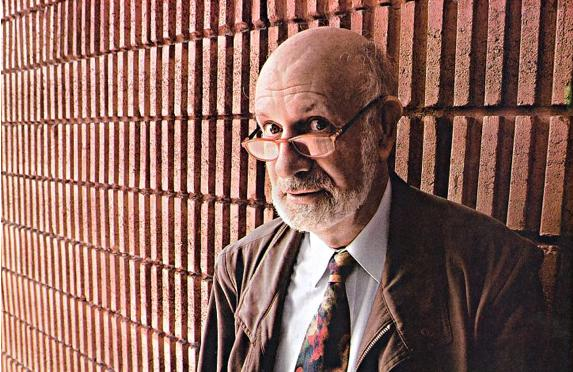
Mario Markus im Max-Planck-Institut für molekulare Physiologie in Dortmund (2010)

Mario Markus (* 29. Juli 1944 in Santiago de Chile) ist ein deutsch-chilenischer Physiker, der lange Zeit am Max-Planck-Institut für molekulare Physiologie in Dortmund geforscht hat. Neben seiner wissenschaftlichen Arbeit hat Markus eigene Computergrafiken ausgestellt sowie auch Lyrikbände und Romane verfasst und Gedichte übersetzt und rezitiert. In zahlreichen Begegnungen mit den Medien hat er sich für sein Hauptanliegen, die Überbrückung der „zwei Kulturen“ Naturwissenschaft und Kunst, eingesetzt.

## Leben
Markus wurde als Sohn deutscher Eltern in Chile geboren. Er besuchte das „Liceo Manuel de Salas“ in Santiago; das Schuljahr 1961/1962 verbrachte er als Austauschschüler des AFS in den USA. Anfang 1963 legte er sein Abitur in Chile ab. Er studierte von 1963 bis 1965 zunächst Mathematik, Biologie, Chemie und Physik an der Universidad de Chile in Santiago und wechselte 1965 zum Physik- und Mathematikstudium an die Universität Heidelberg, wo er unter anderem bei dem Nobelpreisträger Hans Jensen studierte.
1970 erlangte er sein Physik-Diplom mit einer Arbeit über den Pinch-Effekt in Plasmen aus Elektronen und Löchern in Halbleitern bei Konrad Tamm am Institut für Angewandte Physik der Universität Heidelberg. Von März 1970 bis 1973 forschte er für seine Promotion über Instabilitäten in Plasmen ebenfalls an diesem Institut. Anfang 1973 wurde er zum Dr. rer. nat. promoviert. Nach einer Assistentenzeit am Institut für theoretische Physik der Universität Heidelberg wechselte er im April 1974 an das Max-Planck-Institut für Biophysik in Frankfurt am Main. Seit Januar 1975 war er Wissenschaftlicher Mitarbeiter am damaligen Max-Planck-Institut für Ernährungsphysiologie (dem heutigen MPI für molekulare Physiologie) in Dortmund in der Abteilung des Biochemikers und Biophysikers Benno Hess. 1988 habilitierte er sich an der Universität Dortmund und wurde ebendort zunächst zum Privatdozenten und im August 1997 zum außerplanmäßigen Professor ernannt.
Seit 1993 leitete er am MPI für molekulare Physiologie eine eigene Arbeitsgruppe. Im Jahr 2004 wurde er zum Korrespondierenden Mitglied der Chilenischen Akademie der Wissenschaften (Academia Chilena de Ciencias) gewählt. Markus hat etwa 160 wissenschaftliche Originalarbeiten hauptsächlich zu Fragen von Selbstorganisation und Chaos in Biologie, Physik und Chemie veröffentlicht.
Neben seinen wissenschaftlichen Arbeiten hat er mehrere Gedichtbände, einen Roman, einen Comic und Werke über Computergrafik veröffentlicht.

## Arbeiten und Ausstellungen mit Computergrafiken
Seit den 1980er-Jahren hat Markus zahlreiche Arbeiten und Ausstellungen mit Computergrafiken organisiert und erstellt, die durch eine neuartige Darstellung von Ljapunow-Exponenten entstanden sind (Ljapunow-Diagramme bzw. Fraktale oder Markus-Ljapunow-Diagramme). Zu beachten ist aber, dass viele dieser Darstellungen nicht der mathematischen Definition von Fraktalen genügen, in der Ausschnitte ähnlich oder gleich dem Gesamtbild sind. Die Grafiken waren unter anderem an den folgenden Orten ausgestellt:
- DESY, Hamburg (1988)
- Goethe-Institute in Chile (Santiago, Valparaíso, 1988) und Portugal (Lissabon, Porto, 1992)
- University Gallery (Houston, Texas, 1989)
- Charité (Berlin, 1990)
- „Pop Maths Road Show“ in Großbritannien (Leeds, Cardiff, Bristol, Plymouth, Bedford, Jodrell Bank, London, Glasgow, Edinburgh, Aberdeen, Liverpool, Sheffield, Cambridge, Stockport, Birmingham, 1989–1990)

Im Jahr 2009 erschien sein Buch „Die Kunst der Mathematik“ zu diesem Thema, das auch auf Spanisch und Englisch veröffentlicht wurde und aus dem die folgenden Beispiele von Markus-Ljapunow-Diagramme stammen.

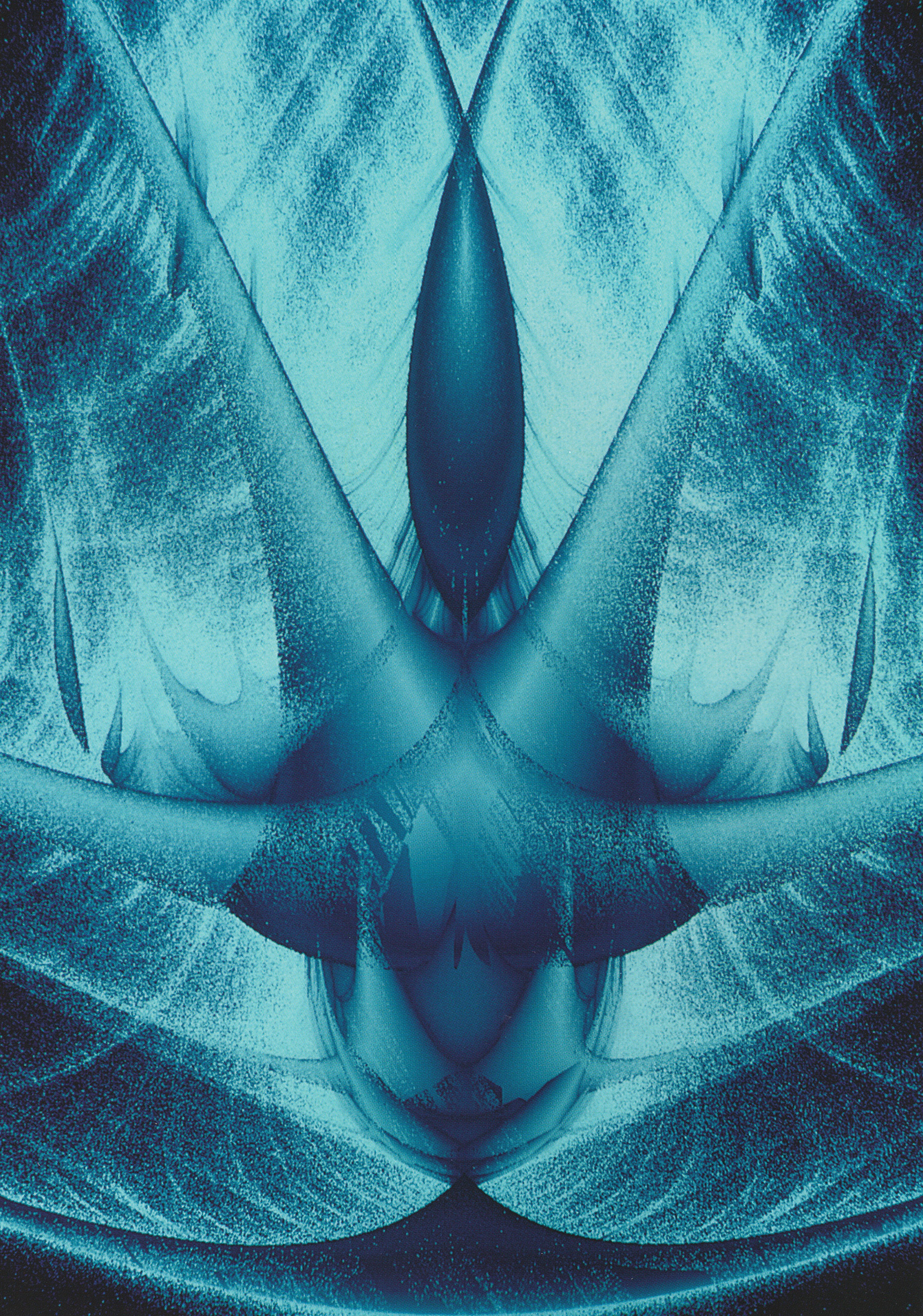
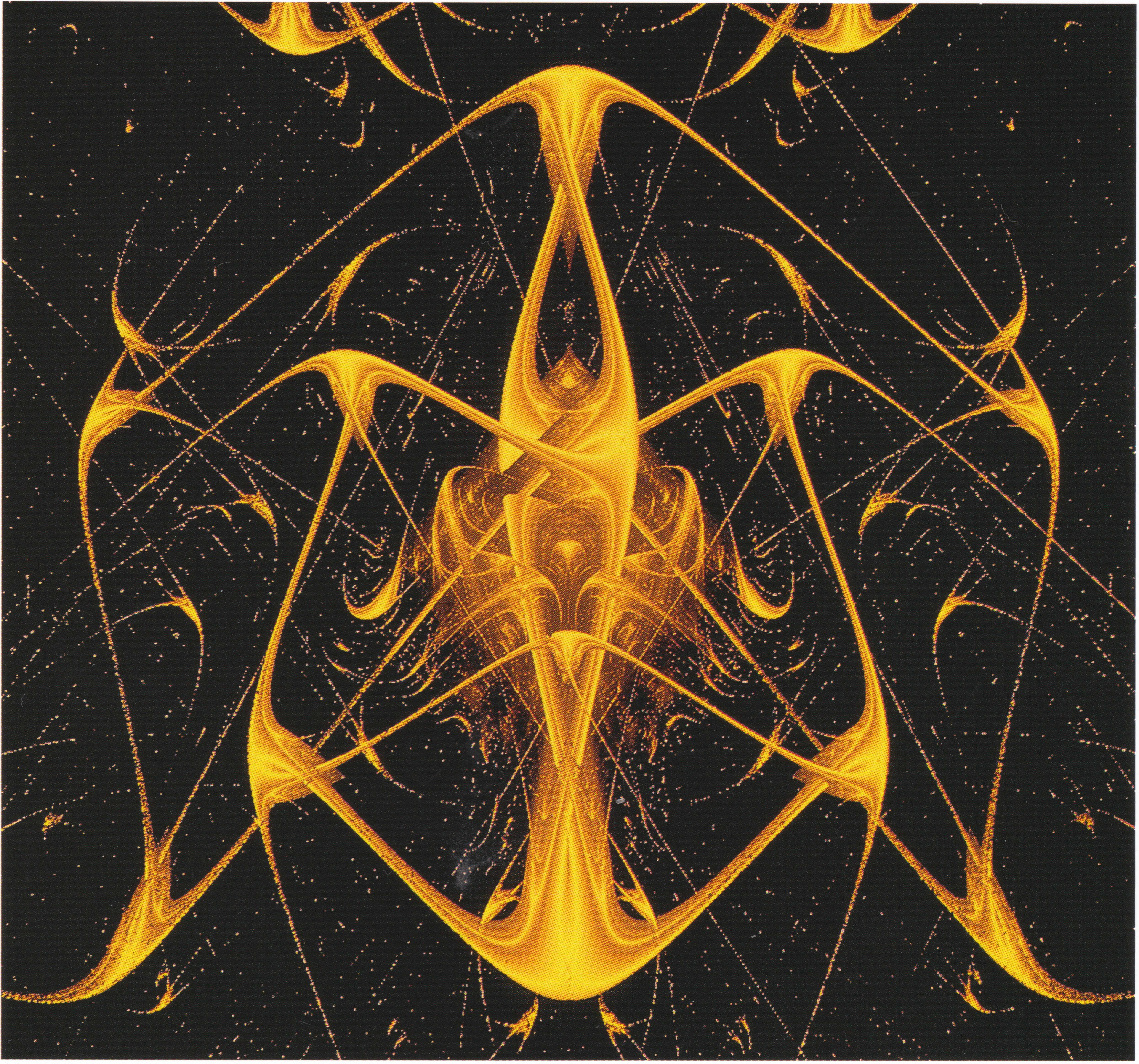
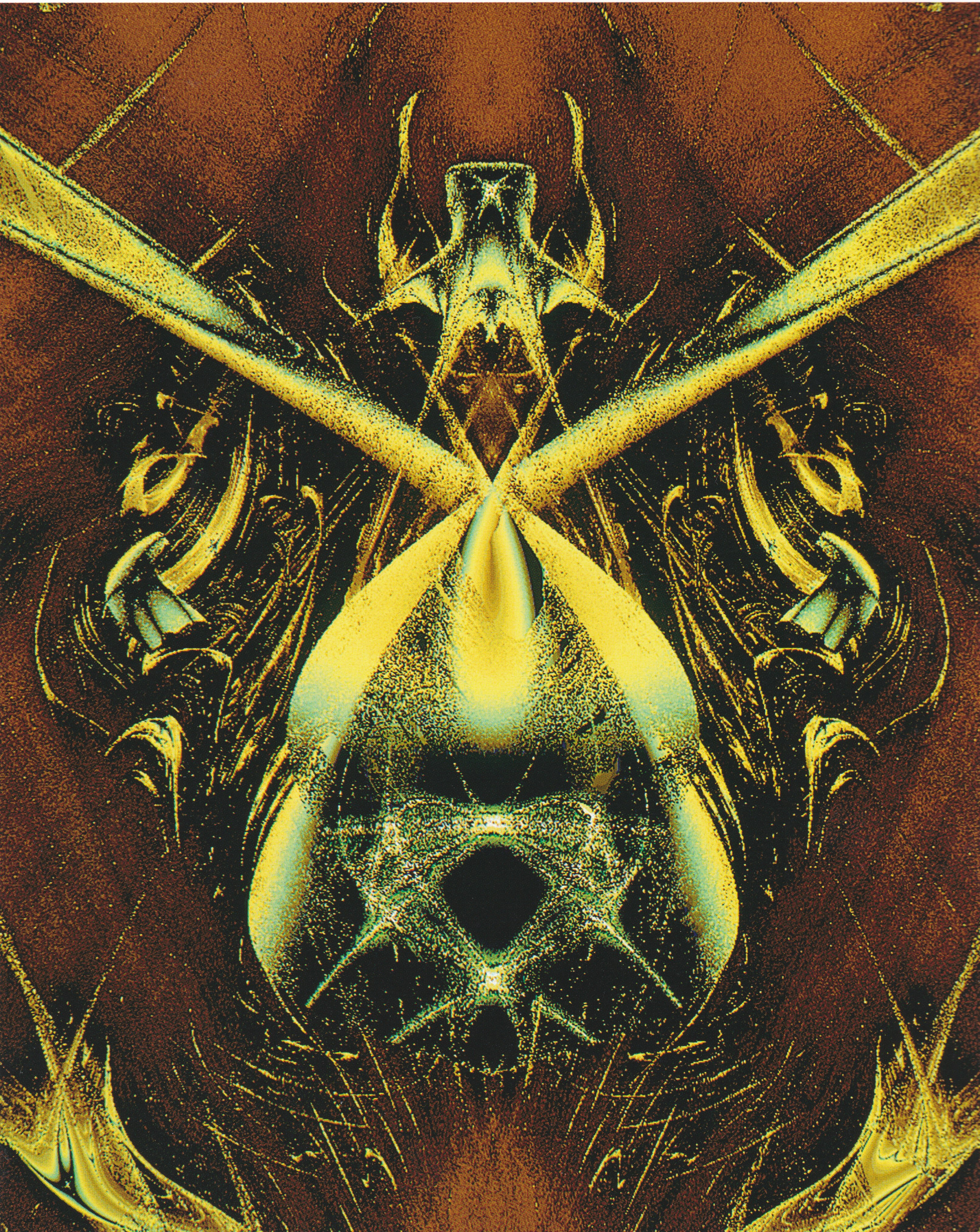
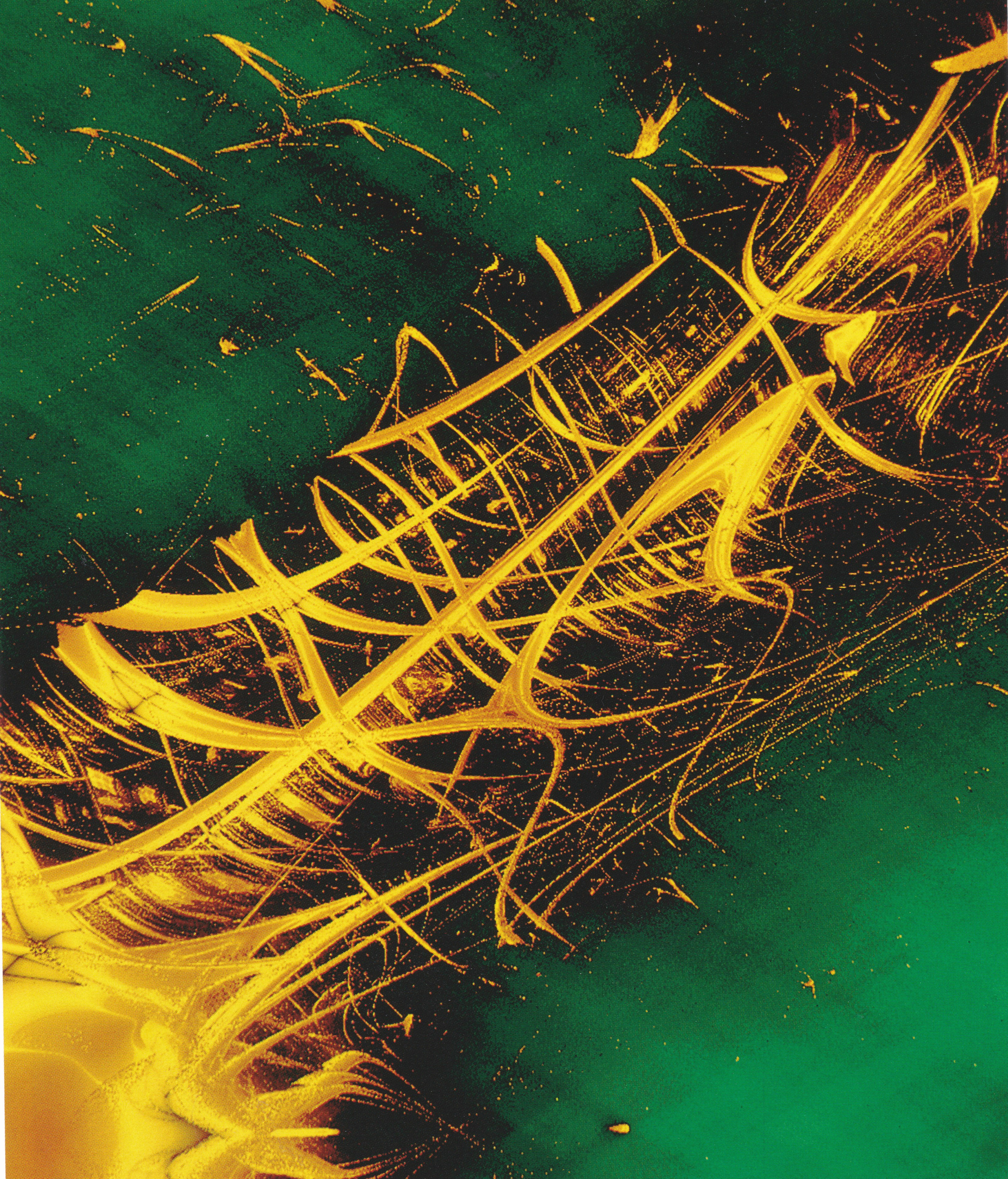
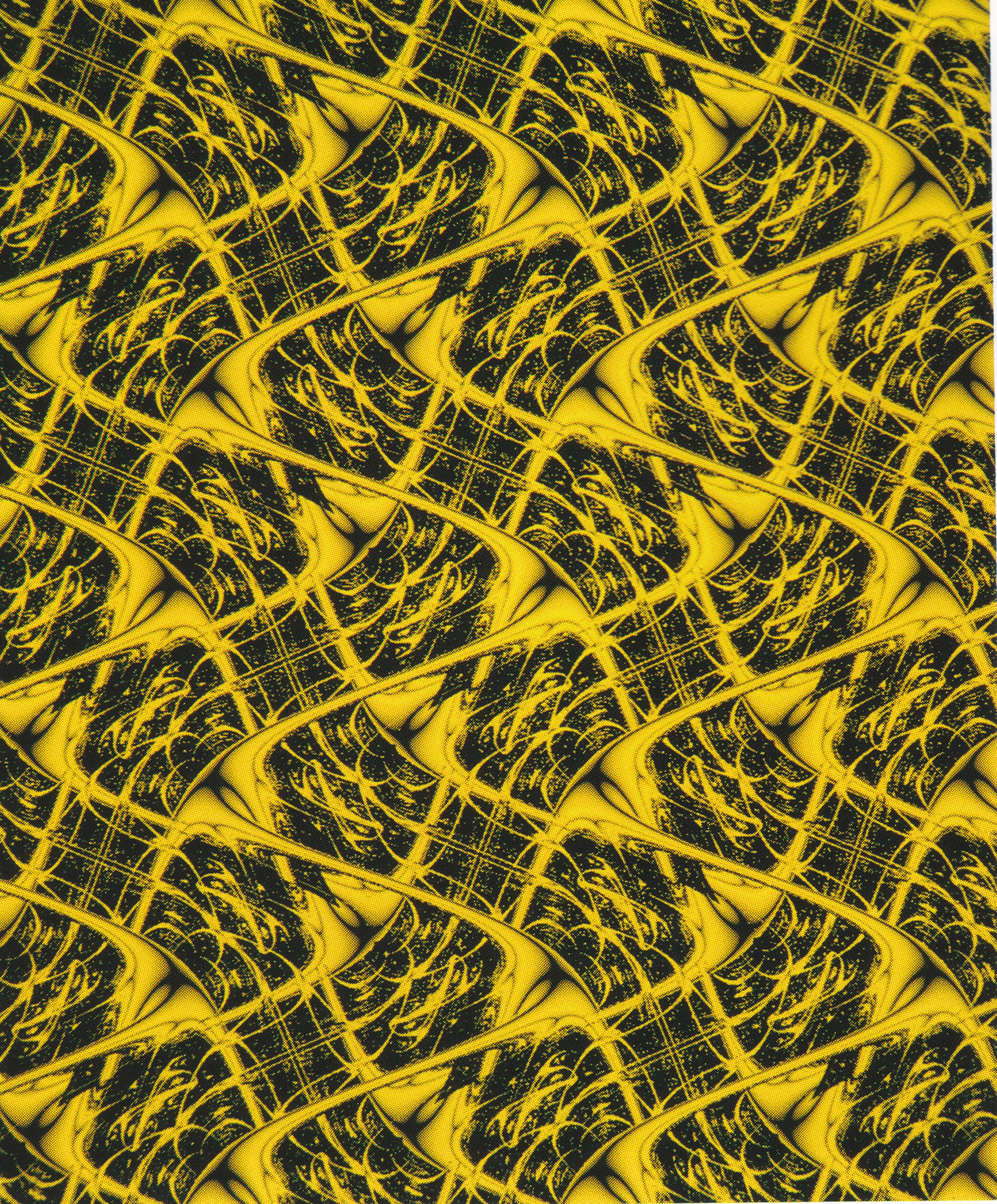
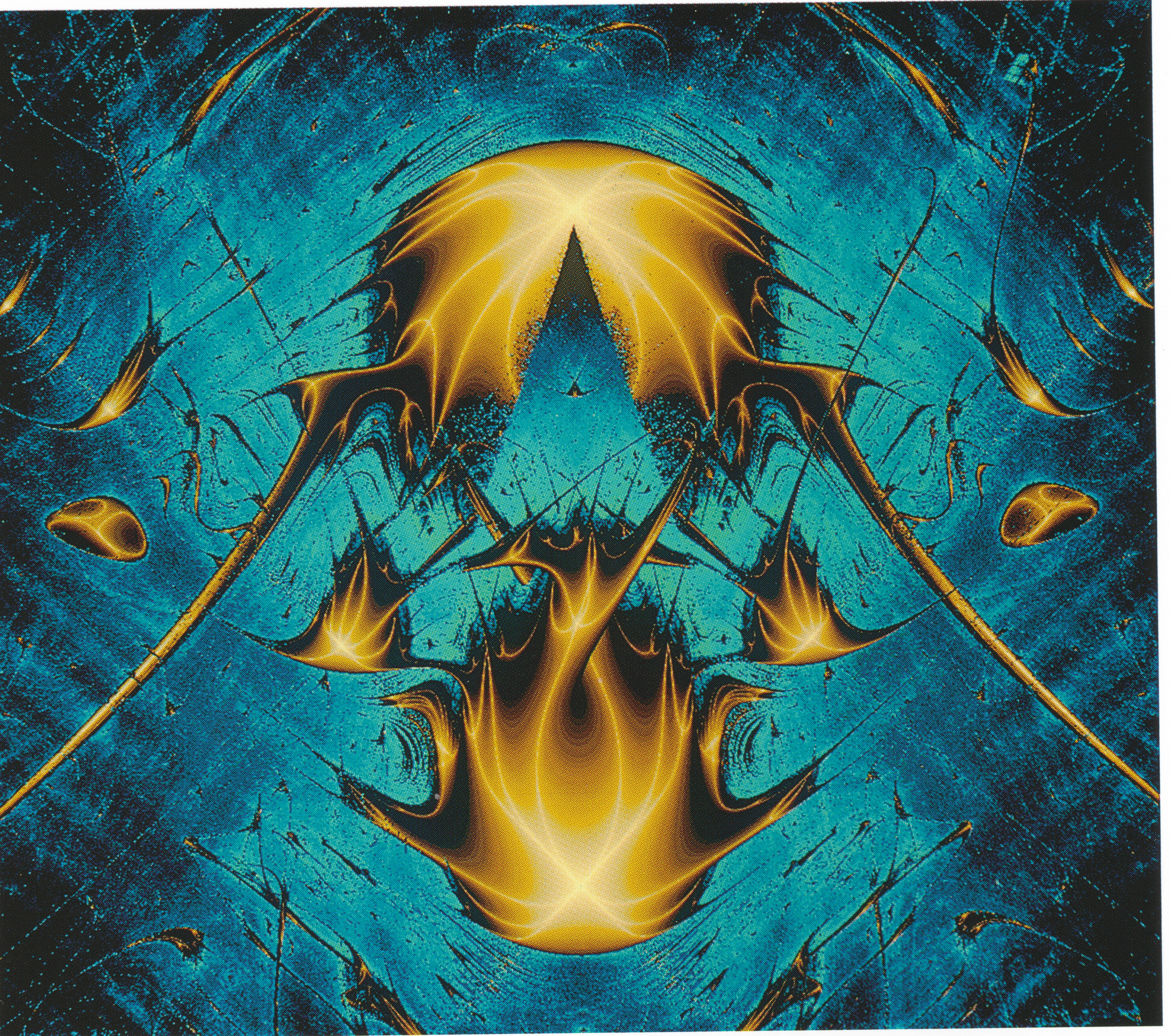
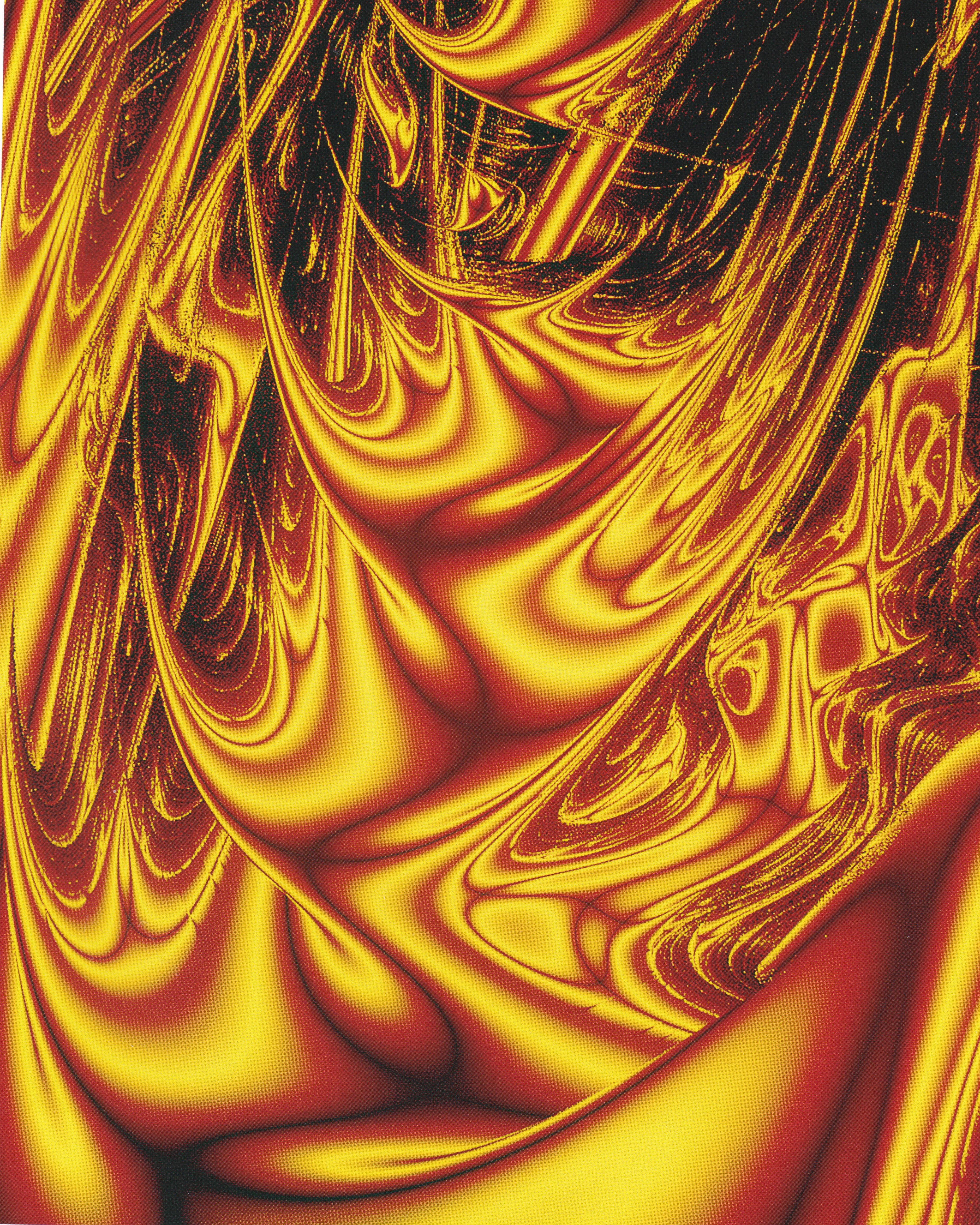
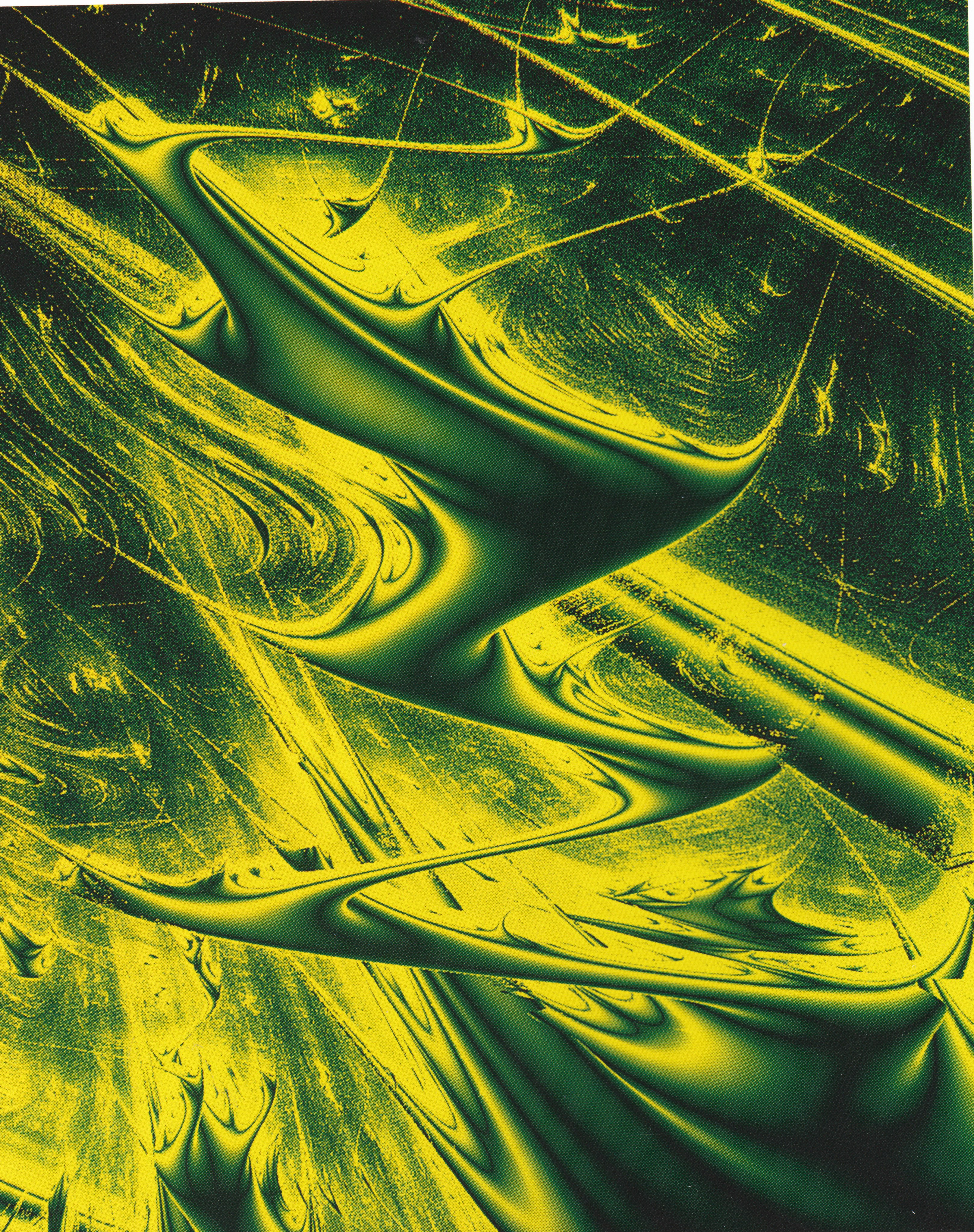

## Simulation von Halluzinationen / das „Licht am Ende des Tunnels“

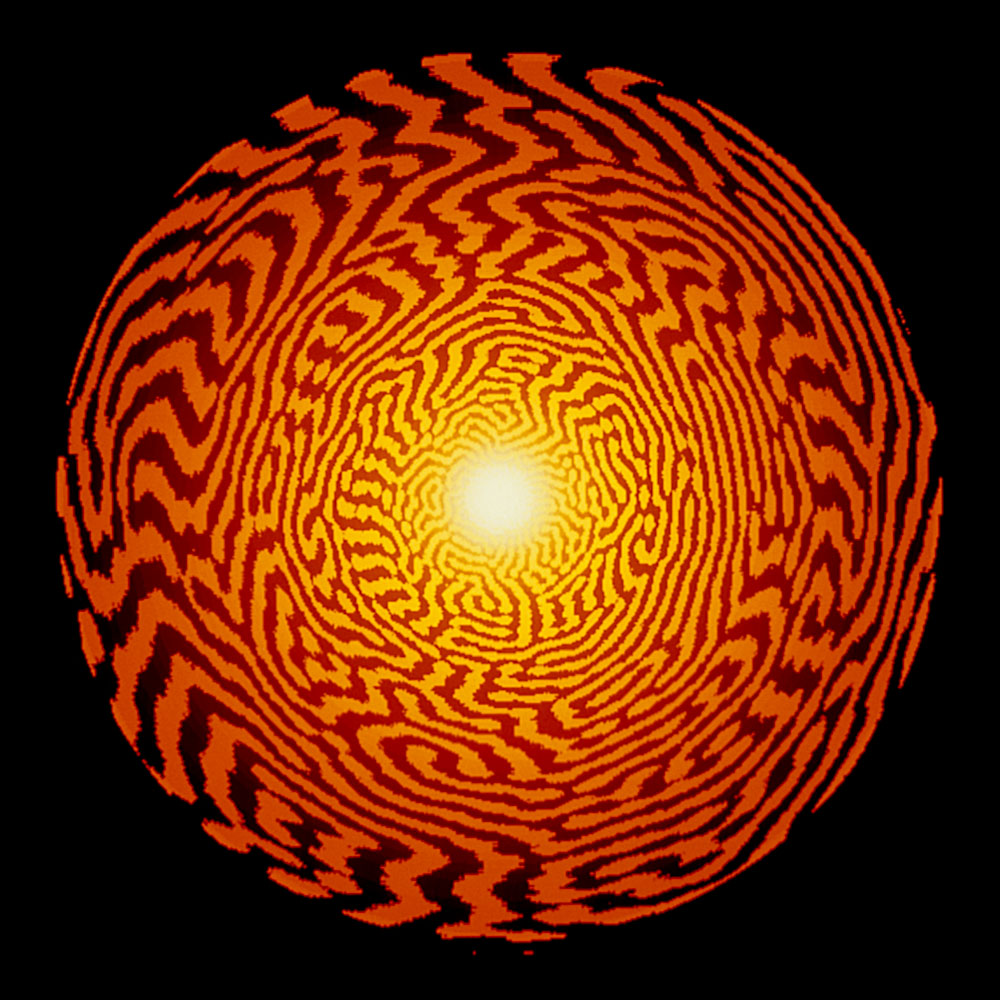
Simulation einer Halluzination, die unter anderem bei Sauerstoffmangel auftreten kann.

1994 veröffentlichte Markus eine rechnerische Simulation von Halluzinationen, die unter anderem bei Sauerstoffmangel entstehen, und die dem unter anderem in Nahtod-Erlebnissen teilweise geschilderten „Licht am Ende des Tunnels“ ähneln. Markus schreibt dazu:

„Zweifellos sind die konzentrischen Kreise, die Spiralen und die Tunnel, wie sie hier rechnerisch erhalten wurden, archetypische Strukturen, wie aus bekannten Interviews, die Elisabeth Kübler-Ross mit Personen durchführte, die nahe dem klinischen Tod waren. Einige von diesen Personen waren sogar als tot erklärt worden. Sie schrieb mehrere Bücher darüber. Die Visionen von Tunnel mit einem Licht an seinem Ende, welche in diesen Büchern beschrieben werden und den vorliegenden Computersimulationen sehr ähnlich sind, wurden als ‚Beweise‘ für einen Weg in das ‚Jenseits‘ interpretiert. Eines der Argumente für diese Behauptung ist, daß diese Visionen unabhängig von dem kulturellen oder religiösen Umfeld der ‚Seher‘ sind, so daß sie den Eindruck des ‚Absoluten‘ vermitteln. Im Gegensatz dazu zeigen die Ergebnisse der vorliegenden Arbeit, daß das Gemeinsame aller ‚Seher‘ nicht im ‚Jenseits‘ liegt, sondern in der Physiologie ihrer Gehirne.“

## 2D-Kristalle
Markus hat im Sinne von „Ludischer Wissenschaft“ eine besondere Art von Kristallen entdeckt und ausführlich beschrieben, die zunächst ästhetischen Wert haben und in mehreren Ausstellung unter anderem in Dortmund, Berlin und Heidelberg gezeigt worden sind und positive Resonanz in der Presse fanden. Diese „zweidimensionalen Kristalle“ entstehen, wenn man Mikroskop-Objektträger mit einer hydrophilen Substanz benetzt und diese trocknen lässt. Dabei verteilt sich ein Tropfen einer chemischen Lösung spontan über den ganzen Objektträger und kristallisiert in einer Form, die vollkommen unterschiedlich ist zu den bekannten 3D-Kristallen oder zu monomolekularen 2D-Kristallen. Es folgen einige Beispiele von 2D-Kristallen, die in Markus’ Buch „Bildkraft der Substanzen“ erscheinen.

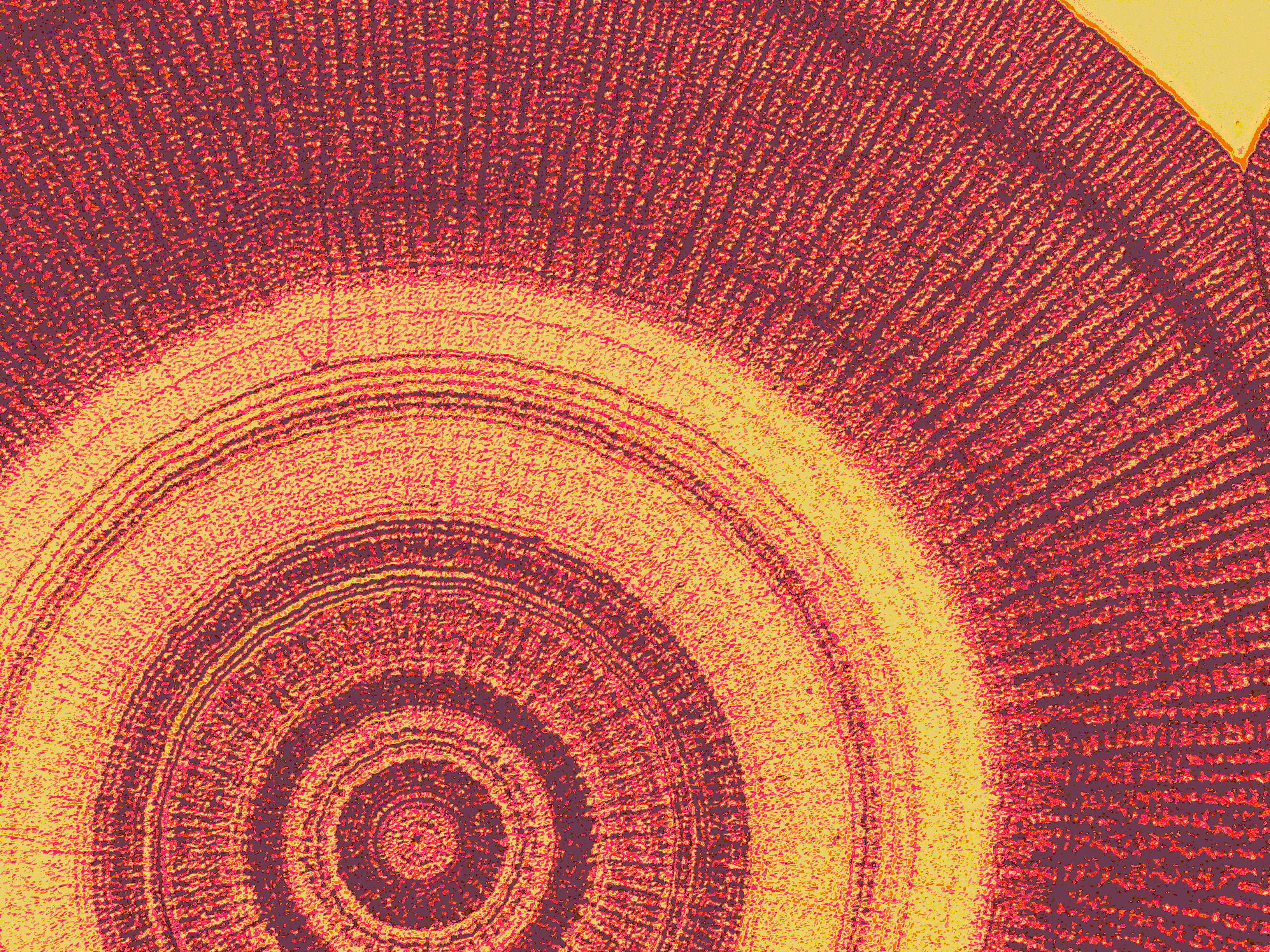
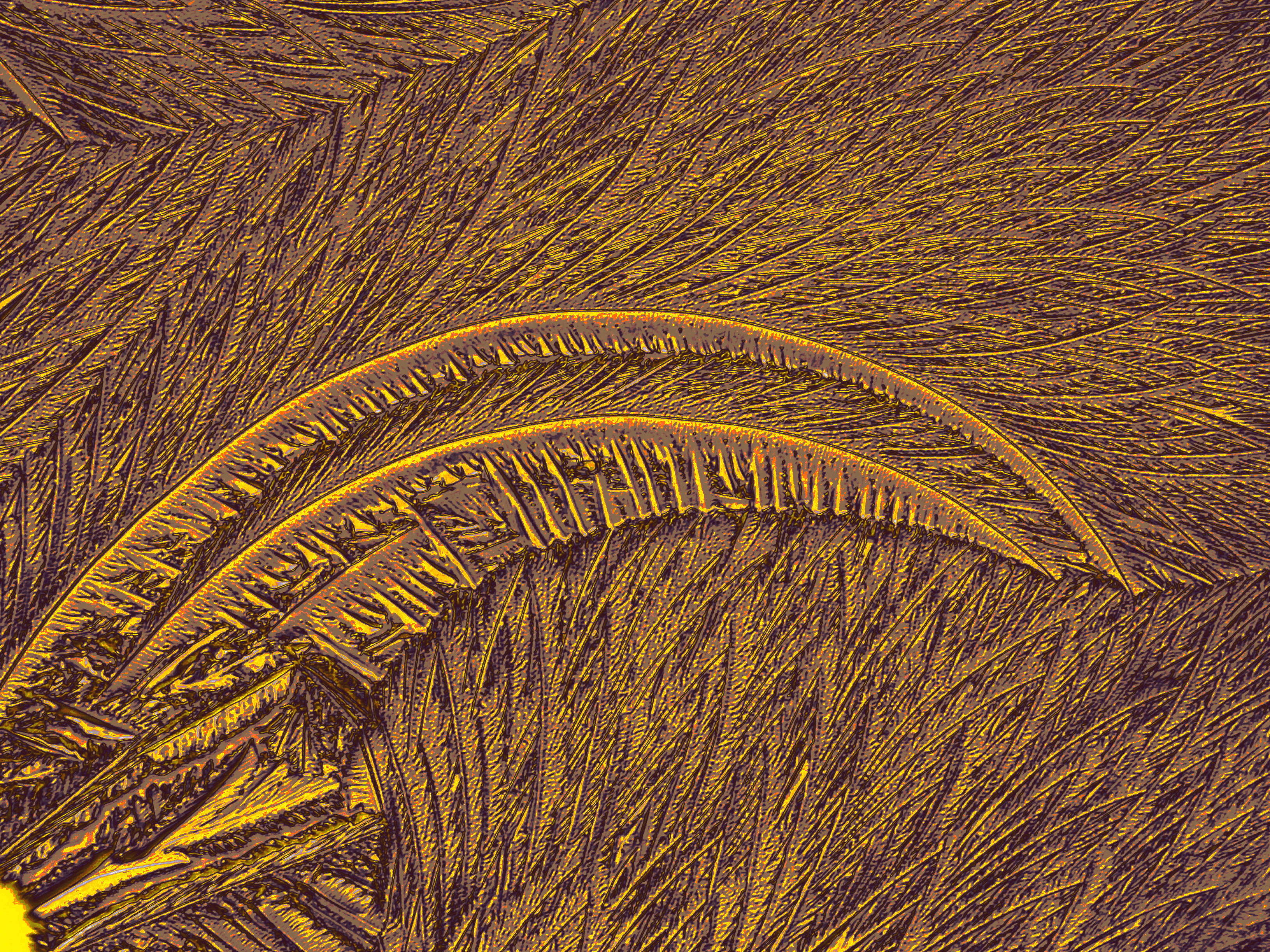
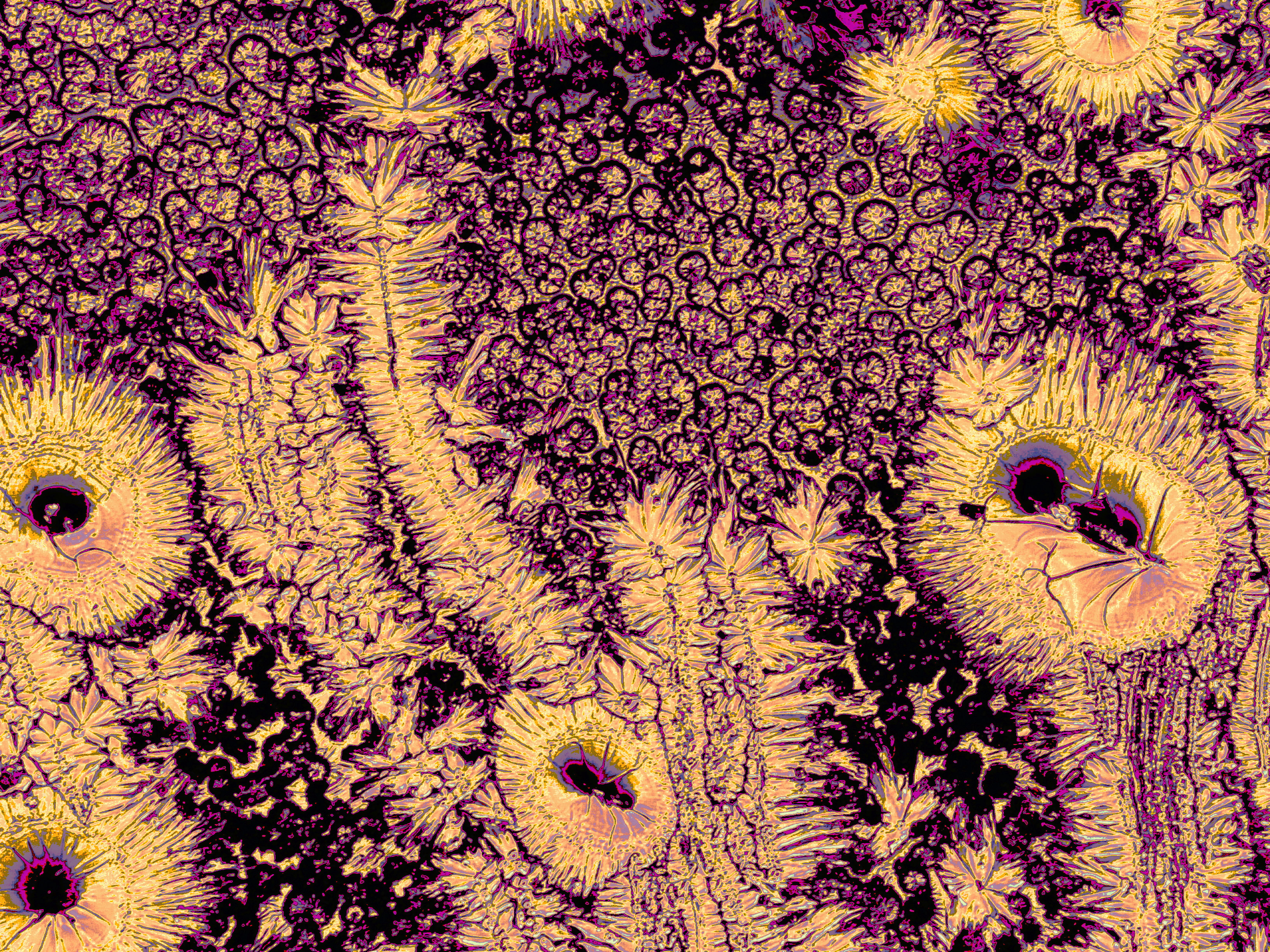
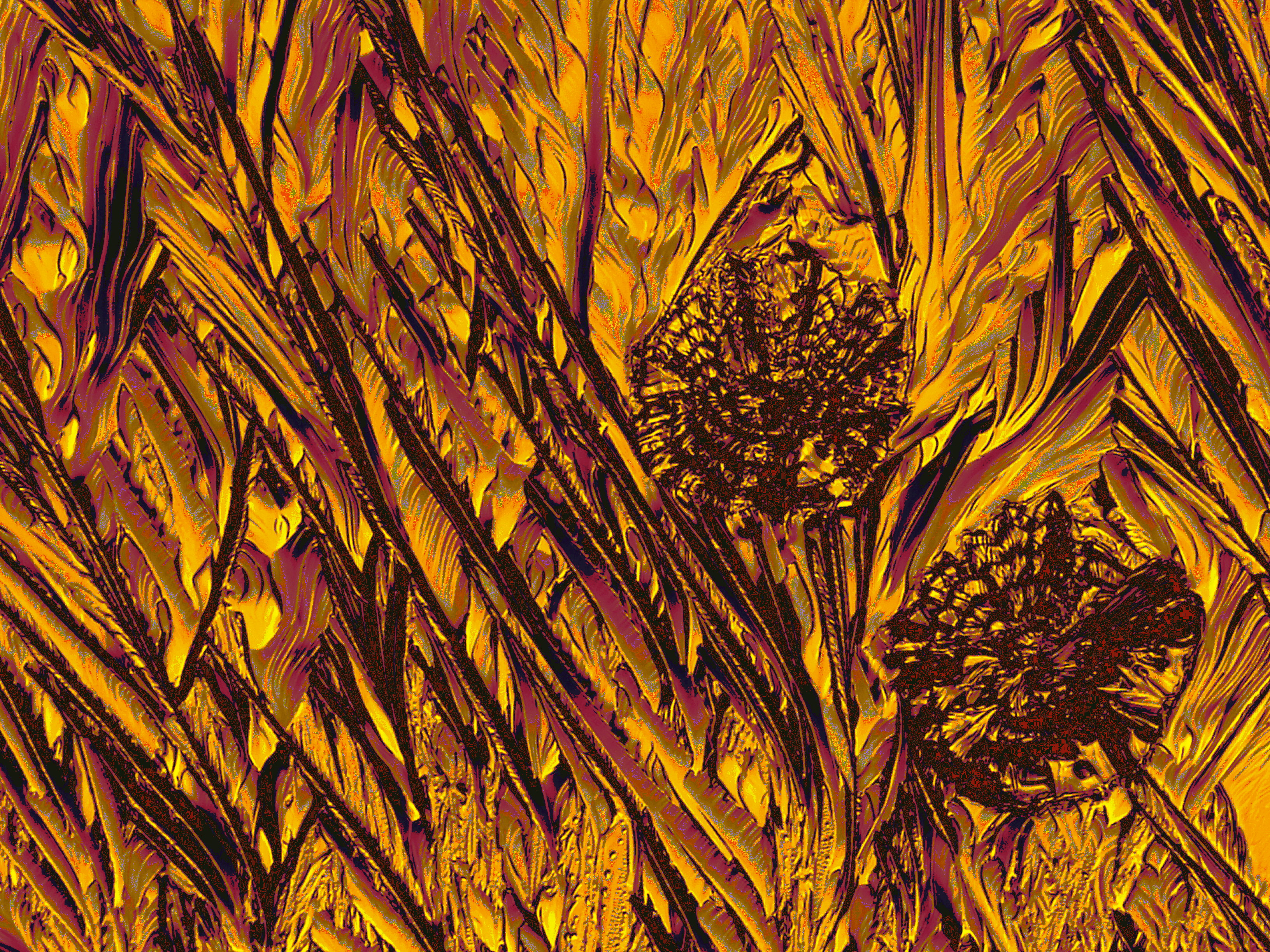
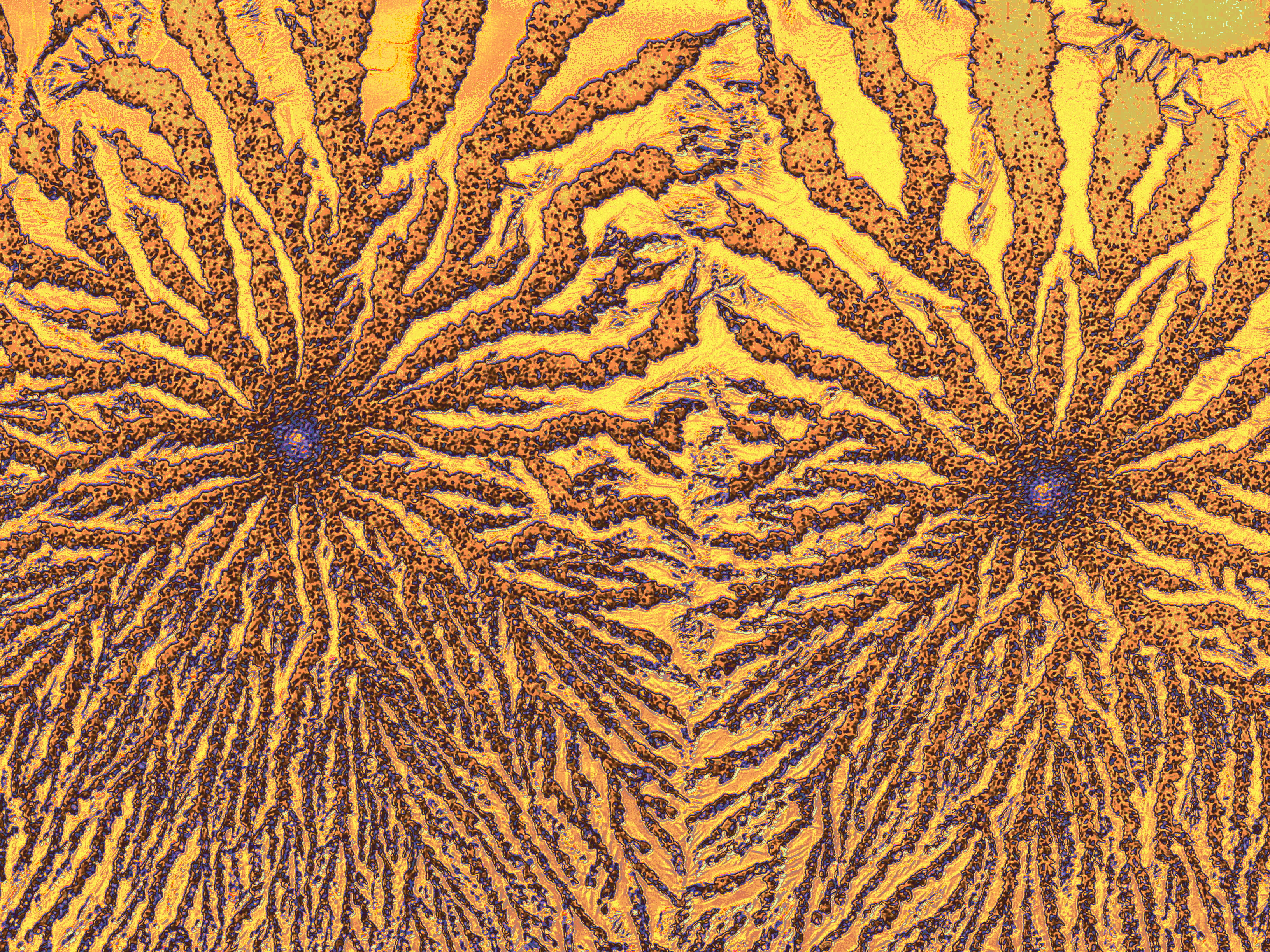
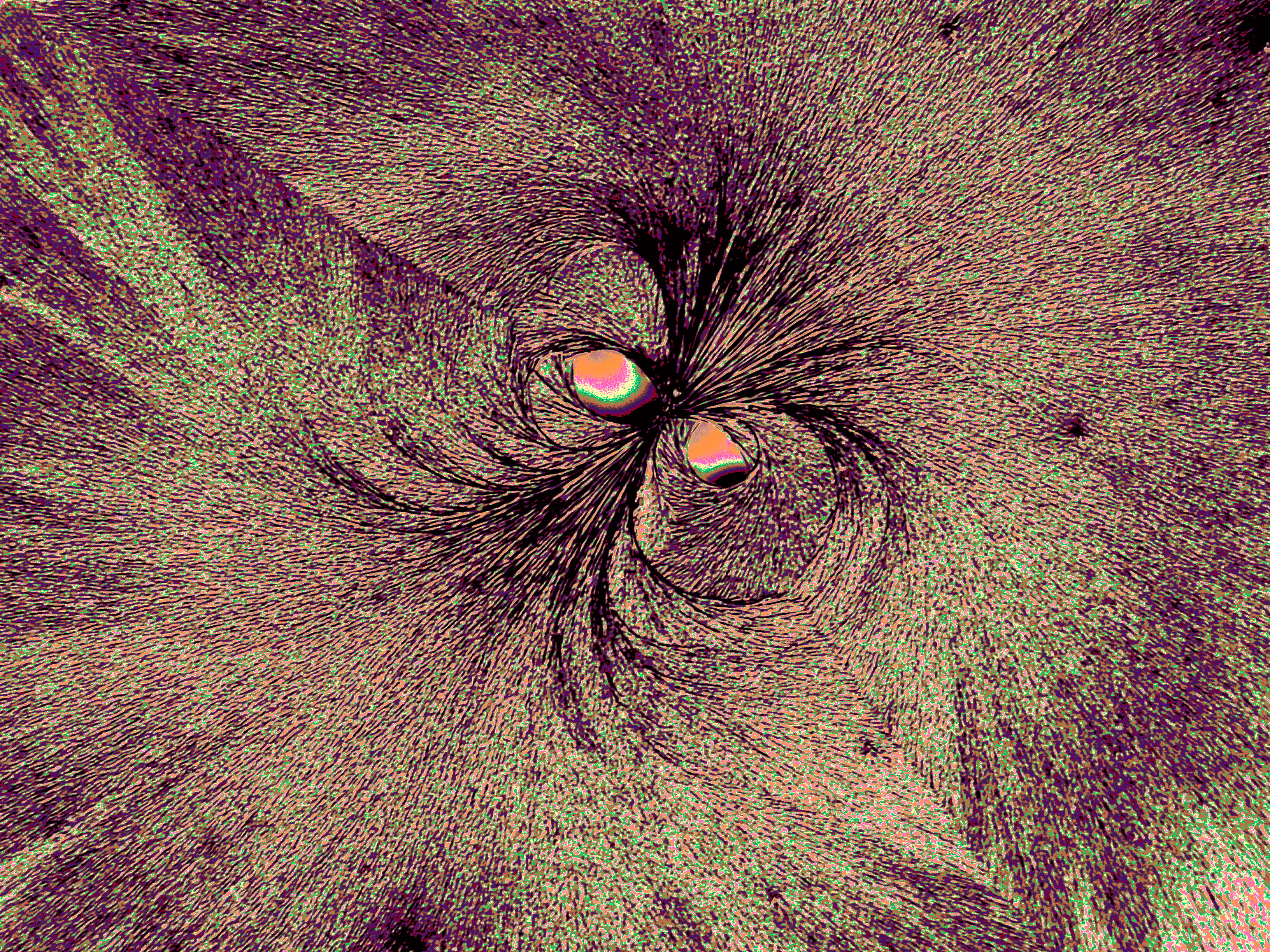
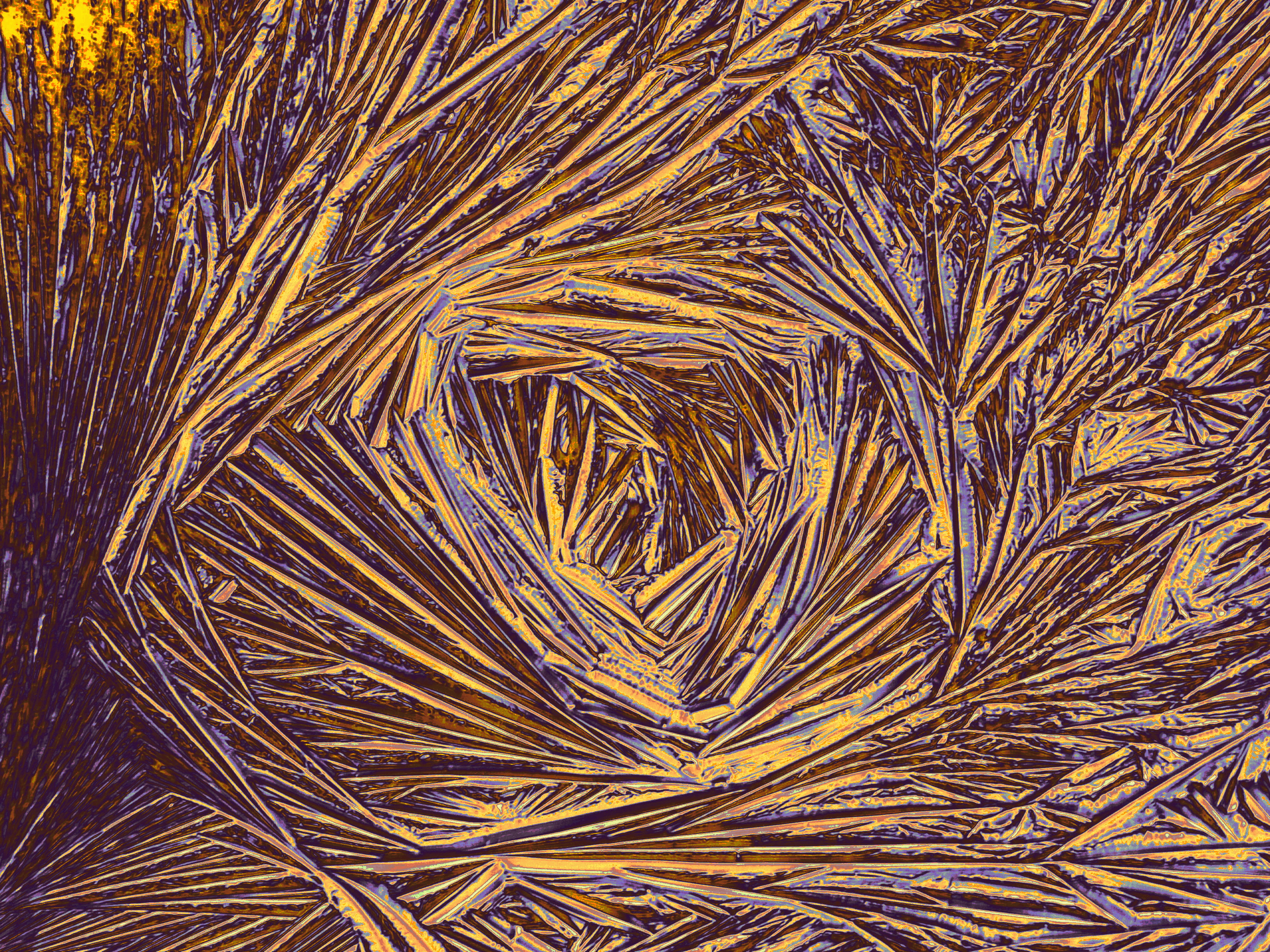
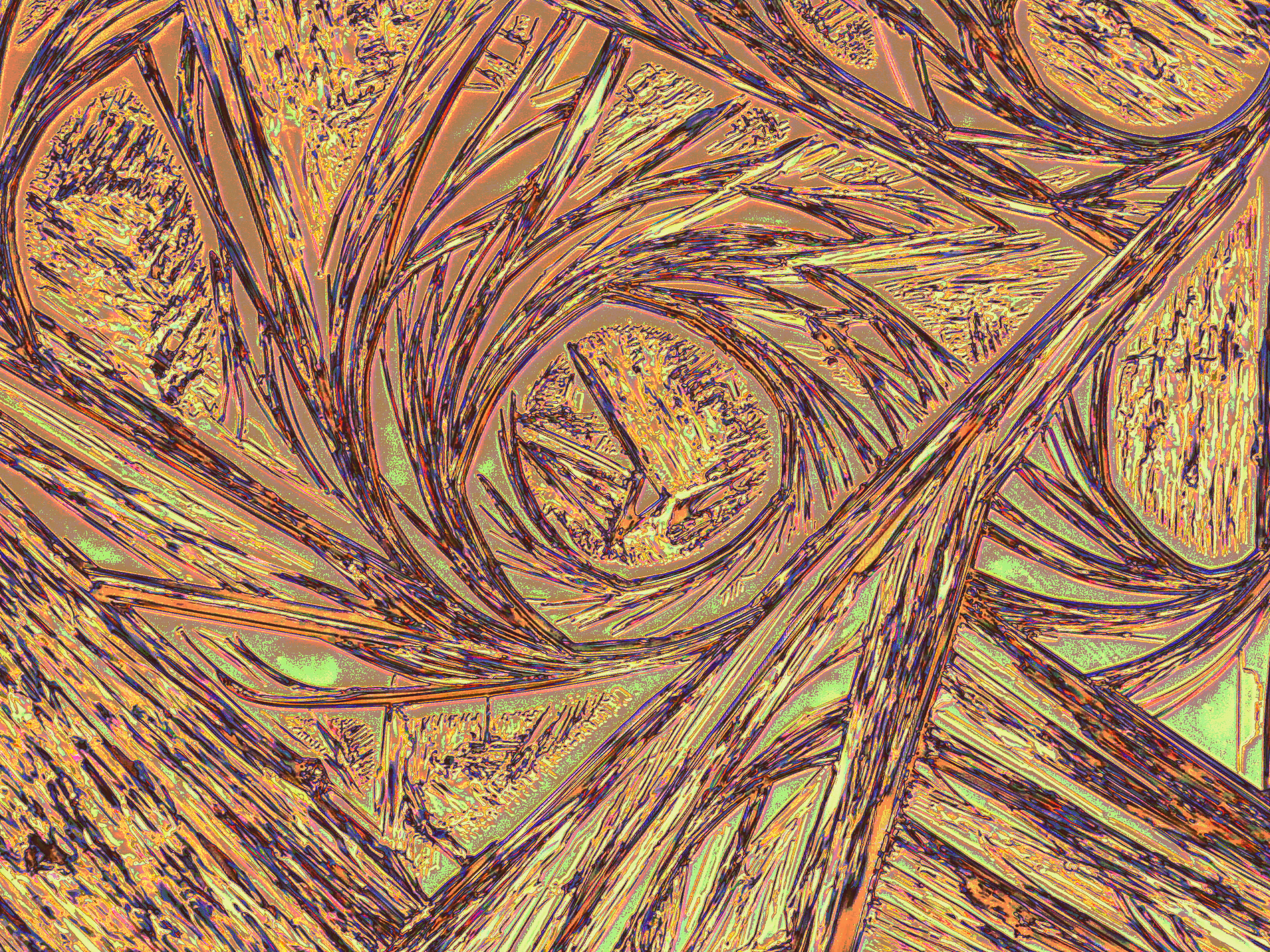
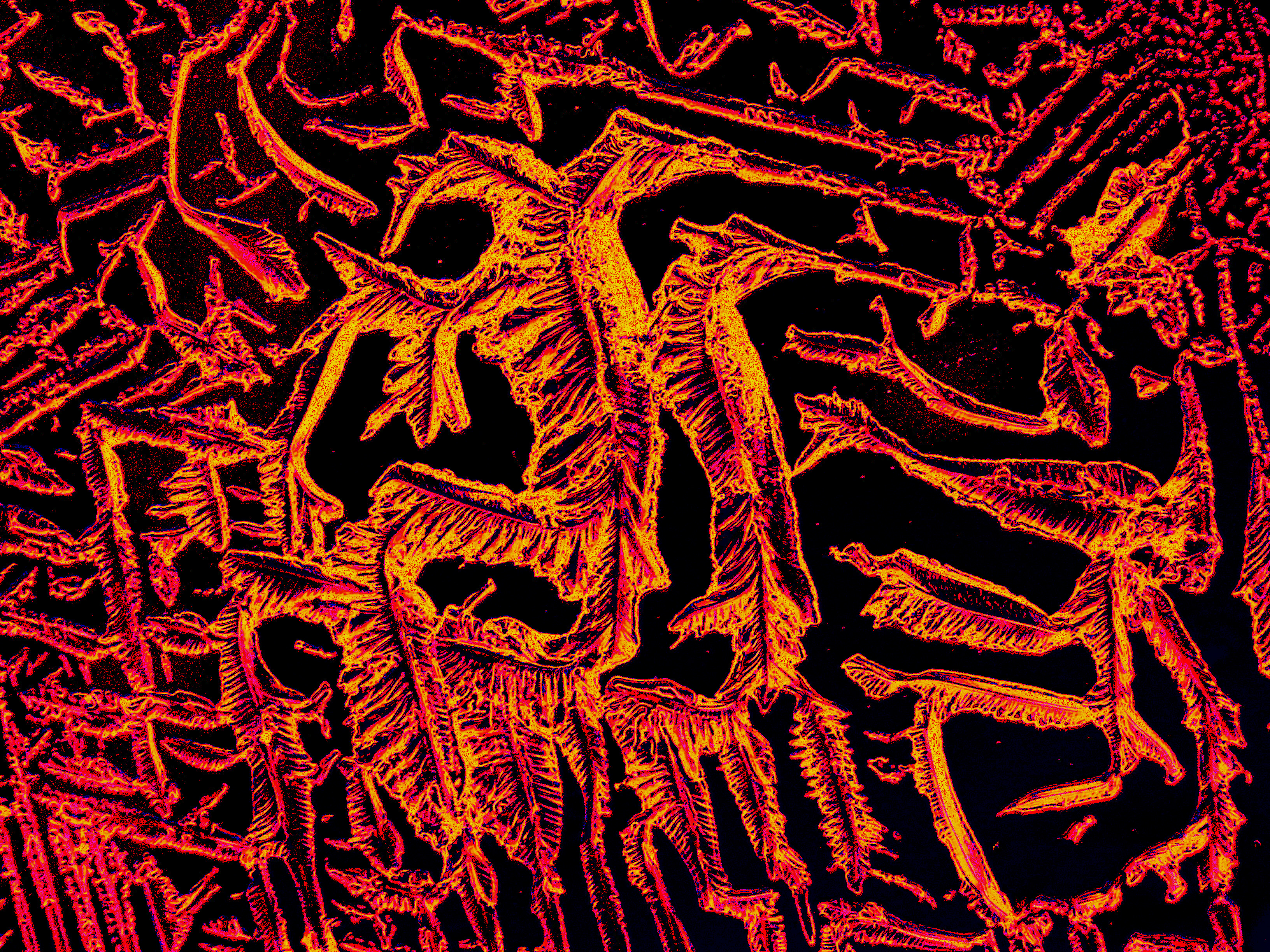

## Preis für „Ludische Naturwissenschaften“
Forschungsvorhaben werden gegenwärtig zunehmend unter dem Aspekt konkreter Anwendbarkeit gefördert oder prämiert. In der Geschichte gibt es jedoch viele Beispiele, dass seit der Antike viele grundlegende Entdeckungen durch Neugier oder spielerisch entstanden sind. Dies gilt etwa für die Anfänge des Elektromagnetismus unter anderem durch Oersted und Faraday. Mario Markus hat dafür den Begriff der „Ludischen Wissenschaft“ geprägt (Latein: ludus, das Spiel). Beispiele dafür findet man in seinem Buch „Ludische Wissenschaften“. In Zusammenarbeit mit der Gesellschaft Deutscher Chemiker (GDCh) hat Mario Markus im Jahr 2022 einen jährlichen Preis von 10.000 Euro für eine hervorragende ludisch-wissenschaftliche Leistung ausgelobt. Für die Finanzierung des Preises vermachte er testamentarisch sein Haus im Wert von nahezu einer Million Euro der Gesellschaft Deutscher Chemiker.

## Wichtigste wissenschaftliche Befunde
- Erster Nachweis einer chaotischen biologischen Uhr[7]
- Entwicklung eines zellulären Automaten zur raschen Berechnung von Wellen in anregbaren Medien, z. B. im Herzmuskel[8] und in anderen Strukturen[9][10]
- Erster Nachweis von Turbulenz in einer chemischen Reaktion[11]
- Universeller zellulärer Automat zur Berechnung von Mustern auf Muscheln und Schnecken[12]
- Methode zum Löschen von Turbulenz in anregbaren Medien (z. B. im Herzmuskel) durch wellenspaltende Anregungspulse[13][14]
- Einfacher experimenteller Nachweis der doppelt diffusiven Konvektion. Dieses Phänomen verhindert die Nutzung von Trinkwasser aus angeschleppten Eisbergen[15]
- Modellierung der periodischen Wiederkehr von Zikaden nach einer Primzahl von Jahren[16]
- Verfahren zur vollständigen Trennung verschieden großer Teilchen durch Schütteln[17]

## Preise
- Beste Ausstellung des Jahres 1988 (“Estética en las Ciencias”), verliehen vom chilenischen Verein der Kunstkritiker.
- Förderpreis des chilenischen Außenministeriums für die Herausgabe des zweisprachigen Hörbuches “Poesía Chilena” (Sello Alerce, Chile, 2005).

## Bücher
- Poemas de Invierno. Betania, Madrid 1990, ISBN 84-86662-60-5.
- Bilis Negra. (Comic) J.C. Sáez, Santiago de Chile 2006, ISBN 956-306-011-3.
- Charts for Prediction and Chance. Imperial College Press, London 2007, ISBN 978-1-86094-835-0.
- Punzadas. LOM ediciones, Santiago de Chile 2007, ISBN 978-956-282-924-3.
- Una fórmula = Una imagen. LOM Ediciones, Chile 2009, ISBN 978-956-00-0082-8.
- Die Kunst der Mathematik. Verlag Zweitausendeins, Frankfurt 2009, ISBN 978-3-86150-767-3.
- Poesía Latinoamericana. (Deutsch-Spanisch; Hörbuch; Sonderheft von Dichtungsring, Zeitschrift für Literatur. Nr. 37, 2009). ISSN 0724-6412.
- Poemas Químicos. LOM Ediciones, Chile, 2010, ISBN 978-956-00-0190-0.
  - deutsche Ausgabe: Chemische Gedichte. Shaker Media, Aachen 2011, ISBN 978-3-86858-701-2.
- Chemical Poems. Dos Madres Press, United States, 2013, ISBN 978-1-933675-98-5
- Unsere Welt ohne Insekten : ein Teil der Natur verschwindet, Stuttgart : Kosmos 2014, ISBN 978-3-440-14336-0.
- Das nackte Gehirn : Wie die Neurotechnik unser Leben revolutioniert, Darmstadt : Theiss, Konrad / WBG 2016, ISBN 978-3-8062-3278-3.
- Stiche : Gedichte Spanisch – Deutsch, aus dem Spanischen übertragen vom Autor, mit einem Vorwort von Raúl Zurita, Leipzig : Lychatz Verlag 2016, ISBN 978-3-942929-37-0.
- (als Übersetzer): Chilenische Lyrik im bewegten 20. Jahrhundert, Rimbaud-Verlag  2016, ISBN 978-3-89086-351-1.
- Bildkraft der Substanzen: 2D-Kristalle zum Selbermachen, Arnshaugk-Verlag 2017, ISBN 978-3-944064-77-2.
  - Ausgabe auf Spanisch: Scientia et Ars - La fuerza pictórica de cristales súper-planos, Ediciones UC, Chile, 2019, ISBN 978-956-14-2469-2.
- 222 Juden verändern die Welt, Hildesheim : Georg Olms Verlag 2019, ISBN 978-3-487-08607-1.
- Leben in den Eismonden?, München: Verlag Dr. Friedrich Pfeil, 2020, ISBN 978-3-89937-254-0.
- Exilneurose : Irrwege eines Physikers, Hildesheim, Zürich: Georg Olms Verlag 2021, ISBN 978-3-487-08637-8.
- Quallen: Ein Überblick, tredition, 2021, ISBN 978-3-347-40887-6.
- Ludische Wissenschaften, Pfeil-Verlag, München 2022, ISBN 978-3-89937-276-2.

als Herausgeber:
- M. Markus, S.C. Mueller und G. Nicolis (Hrsg.): From chemical to biological organization, Springer-Verlag, Heidelberg 1988, ISBN 3-540-19264-6.
- A. Holden, M. Markus und H. Othmer (Hrsg.): Nonlinear Wave Processes in Excitable Media, Plenum Press, New York 1991, ISBN 0-306-43800-3.
- V. Pérez-Munuzuri, V. Pérez-Villar, L.O. Chua, M. Markus (Hrsg.): Discretely-coupled Dynamical Systems, World Scientific, Singapore 1997, ISBN 981-02-2912-7.